# Huaypan
Huaypan es un centro poblado con más de mil habitantes que pertenece al distrito de Mancos, provincia de Yungay , y departamento de Áncash.

## Altitud
Se encuentra situada a 3350 m s. n. m., por situarse a una altura considerable presenta un clima ligeramente frío sobre todo en los meses de diciembre, enero y febrero; también, durante esos meses  se puede apreciar la presencia de lluvias frecuentes por las tardes.

## Actividad económica
Los habitantes de esta localidad principalmente se dedican a la agricultura y ganadería. En cuanto al cultivo de productos predomina el maíz, la patata y el trigo. Con respecto a la crianza de animales, existen el ganado vacuno y ovino.

## Festividades
El 18 de octubre es la fiesta principal en honor a la "Virgen del Rosario". Es una festejo local que dura tres días con presencia de músicas de huayno.
- Datos: Q30899452

1. ↑  Worldpostalcodes.org, código postal n.º 02150.